# Драйайх
Драйайх (нім. Dreieich) — громада в Німеччині, знаходиться в землі Гессен. Підпорядковується адміністративному округу Дармштадт. Входить до складу району Оффенбах.
Площа — 53,328 км2. Населення становить 41 996 ос. (станом на 31 грудня 2020).

## Географії

### Адміністративний поділ
Громада  складається з 5 районів:
- Шпрендлінген (20 474)
- Драйайхенгайн (8 044)
- Бухшлаг (2 782)
- Гетценгайн (4.651)
- Оффенталь (5 142)